# Coniocompsa meinanderi
Coniocompsa meinanderi is een insect uit de familie van de dwerggaasvliegen (Coniopterygidae), die tot de orde netvleugeligen (Neuroptera) behoort. 
De wetenschappelijke naam Coniocompsa meinanderi is voor het eerst geldig gepubliceerd door Victor J. Monserrat in 1982. De naam is een eerbetoon aan de Finse entomoloog Martin Meinander, die een autoriteit was op het gebied van Neuroptera.